# 井戸田善之
井⼾⽥ 善之（いとだ よしゆき）は、東京都出身の日本のコントラバス奏者。NHK交響楽団に37年間在籍（元メンバー)し、多くの演奏・指揮の実績を持つ。現在、シアター・オーケストラ・トーキョー、アンサンブル神戸に所属する。かずさ弦楽セミナーの実⾏委員⻑を務めた。

## 来歴
15歳よりコントラバスを始め、中博昭、江口朝彦、⼩野崎充、ロドニー・ストラフォードに師事。1979年にNHK交響楽団に入団し、在籍は37年間に及ぶ。
室内楽、ソロ演奏における深い表現力を持ち、レオン・シュピーラー、ウェルナー・ヒンク、K.グロート、R.ナストゥリカ、O.オットー各氏、パノハ弦楽四重奏団、カルミナ弦楽四重奏団等との共演を行った。J.S.バッハのブランデンブルグ協奏曲全曲演奏会の25年間の毎年開催、指揮活動、特にオルケストル・サン・フロンティエールの音楽監督・常任指揮者としての活躍が評価される。

## 受賞・表彰
国際交流プロデューサー小澤優子主催の文化交流サロン・オーケストラでの指揮活動を通じて、10年にわたり世界20ヶ国以上で音楽を指揮し、各国大使館からの賛辞を得た。